# ديفيد هويبنر
ديفيد هويبنر (بالإنجليزية: David Huebner) (و. 1960 – م) هو محام، ودبلوماسي من الولايات المتحدة الأمريكية .
وهو عضو في الحزب الديمقراطي الأمريكي .

## التعليم
تعلم في جامعة برنستون، وكلية ييل للحقوق.

## مناصب وهيئات
أدار جامعة جنوب كاليفورنيا.